# Ōshima Hisanao

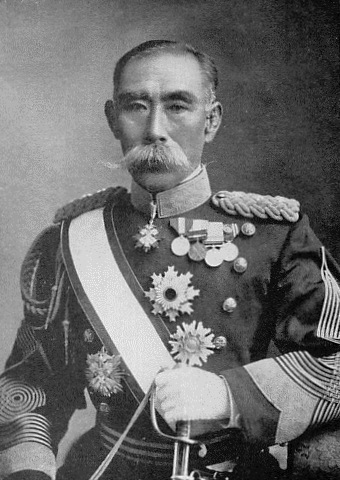
General Ōshima Hisanao, Oktober 1913.

Shishaku Ōshima Hisanao (japanisch 大島 久直; * 1. Oktober 1848 in der nördlichen Provinz Dewa, Japan; † 27. September 1928, Japanisches Kaiserreich) war ein General des Kaiserlich Japanischen Heeres.

## Leben
Ōshima wurde in der nördlichen Hälfte der Provinz Dewa, der heutigen Präfektur Akita geboren. Von 1868 bis 1869 kämpfte er während des Boshin-Krieges im Zuge der Meiji-Restauration auf Seiten der kaiserlichen Truppen und trat dem Kaiserlich Japanischen Heer bei, in dem er  zum Leutnant befördert wurde. Während der Satsuma-Rebellion 1877 kommandierte Ōshima ein Bataillon. Im Ersten Chinesisch-Japanischen Krieges war er Kommandeur der 6. Infanteriebrigade.
Am 1. Oktober 1898 übernahm er als Generalleutnant das Kommando über die 9. Division. Mit dieser nahm er 1904/05 am Russisch-Japanischen Krieg teil und war der 3. Armee unterstellt, die Port Arthur belagerte. Nach der siegreichen Beendigung der Belagerung, bei der er sich als Führungsoffizier auszeichnete, nahm er mit seiner Division an der Schlacht von Mukden teil. Nach dem Krieg wurde er zum General befördert und zum Generalinspekteur der Militärausbildung ernannt.
Im September 1907 folgte die Ernennung zum shishaku, dem Äquivalent eines Vizegrafen nach dem japanischen Adelssystem des Kazoku. Er starb am 27. September 1928.

## Auszeichnungen
- Orden der Aufgehenden Sonne mit dem Großkreuz, 1906
- Orden der Aufgehenden Sonne mit dem Großkreuz des Paulownien-Ordens, 1928